# Almeria
Almeria je glavno mesto istoimenske province Almeria.
Mesto je izvozno pristanišče za rude, južno sadje in vino.

## Zgodovina
V starem veku je bilo mesto pod rimsko upravo in poimenovano Portus Magnus (veliko pristanišče). Od 8. do 15. stoletja je bilo pod Mavri pomembno vojaško pristanišče.